# Šipicyno
Šipicyno (in lingua russa Шипицыно) è una città situata in Russia, nell'Oblast' di Arcangelo, più precisamente nel Kotlasskij rajon.